# Зак, Симон
Симон Зациус (латинизированная форма, при рождении Шимон Зак, пол. Szymon Żak; около 1507, Прашовицы, Речь Посполитая — около 1591, Бохня, Речь Посполитая) — кальвинистский пастор, деятель Реформации в Великом княжестве Литовском и в Малой Польше, писатель-богослов, поэт и один из авторов перевода Брестской Библии.

## Биография
Симон родился в семье мещанина Мартина Зака. Провёл детство в Прашовицах. В 1523—1526 гг. учился в Академии в Кракове, через три года получил степень бакалавра. Степень магистра получил в 1531 году, после чего стал священником.
После окончания обучения руководил школой у Вавеле и занимал должность кантора кафедральной школы Кракова.
Симон свободно владел латынью, греческим и ивритом. Осенью 1535 года открыто объявил о своей приверженности кальвинизму. Через некоторое время переехал в Великое княжество Литовское к Николаю Радзивиллу Чёрному, где примкнул к кальвинстской общине.
В 1540—1548 гг. был главным пастором в Крижановичах близ Бохни. Примерно в 1549 г. женился на Катерине Преклятовной, которая родила ему двух дочерей. В Бресте занял должность пастора.
Пользовался огромным авторитетом среди кальвинистов. В конце жизни страдал от боли в ноге. Был похоронен в саду около своего дома, поскольку, как кальвинист, не мог быть похоронен на местном католическом кладбище.
В 1956 году во время строительства нового дома в саду, где был похоронен Симон, были обнаружены останки его жены и дочери.